# 加藤正義
加藤 正義（かとう まさよし、1854年3月21日（嘉永7年2月23日） - 1923年（大正12年）12月24日）は日本の実業家、政治家。元日本郵船副社長。幼名源太郎。
元中央大学総長・東京大学名誉教授加藤正治の養父（岳父）。

## 経歴
1854年3月21日（嘉永7年2月23日）、伯耆国日野郡渡村（現・鳥取県日野郡日野町別所）の農家に生まれた。加藤良吉の二男。7歳の頃から寺子屋に通った。12歳に達した時、根雨の大庄屋近藤喜八郎のもとに奉公に出された。
1873年、鳥取県庁を皮切りに山形県庁、兵庫県庁に勤務した。1885年、兵庫県令森岡昌純が農商務少輔に転出すると、その推薦で農商務権少書記官となり　当時過当競争の弊害で産業発展にブレーキをかけていた三菱汽船と共同汽船の合併に奔走、日本郵船の創立をみた。
1886年、官を退いて同社に入社。1893年取締役、2年後副社長となった。1914年 - 東京市会議員に選ばれ、同年7月市会議長となり、1920年3月職を辞するまで市政に参画して東京都発展のために尽くした。傍ら扶桑海上保険社長、帝国海事協会、日本海員掖済会理事、東洋拓殖会社創立委員、東京湾築港協会委員等として海運界の発展に寄与し、あるいは法典調査員、東京商工会議所特別議員等、各界に委員として力を尽くした。
1923年12月24日、死去。特旨をもって従四位に叙せられ、勲二等旭日重光章を授けられる。

## 栄典
位階
- 1923年（大正12年）12月24日 - 従四位[3]

勲章等
- 1923年（大正12年）12月24日 - 旭日重光章[3]

## 家族
- 妻 菊枝（姫路藩士・武井正平の長女）

『鳥取県百傑伝』438頁に「鳥取県出身の元文部大臣奥田義人博士の夫人は、菊枝の妹八重子である。また、のちに鳥取県知事になった武井守正は、夫人の伯父にあたる。」とある。
- 長女 すみ（1882年生。加藤正治の妻）[4]